# Roosevelt Island
Rooseveltön (engelska Roosevelt Island) är en ö strax utanför Antarktis och ligger under Ross shelfis. Ön ingår i det större landområdet Ross Dependency, vilket Nya Zeeland gör anspråk på.

## Geografi
Ön har en area av cirka 7 500 km² med en högsta höjd på cirka 550 m ö.h.. Ön är istäckt året runt.
Området är obebott och utgör ett så kallat nyzeeländskt external territory och förvaltas direkt från Nya Zeeland av M.F.A (Ministry of Foreign Affairs).

## Historia
Ön upptäcktes 1934 av amerikanen Richard Evelyn Byrd och namngavs efter dåvarande president Franklin D. Roosevelt i USA.